# Lysimachia navillei
Lysimachia navillei är en viveväxtart som först beskrevs av H. Lév., och fick sitt nu gällande namn av Hand.-mazz. Lysimachia navillei ingår i släktet lysingar, och familjen viveväxter. Utöver nominatformen finns också underarten L. n. hainanensis.